# Nils Zätterström
Nils Zätterström, né le 29 mars 2005 à Malmö en Suède, est un footballeur international suédois qui évolue au poste de défenseur central au Malmö FF.

## Biographie

### En club
Né à Malmö en Suède, Nils Zätterström commence le football au LB07 avant d'être formé par le Malmö FF, qu'il rejoint à l'âge de huit ans en 2013. Lors de la saison 2022 il remporte le championnat de Suède avec l'équipe des moins de 17 ans du club, étant par ailleurs le capitaine de cette équipe.
Début 2024, Zätterström est intégré à l'équipe première pour participer aux matchs amicaux de présaison. Il déclare alors vouloir se faire une place dans l'équipe cette année.
Avec Malmö il fait ses débuts en Ligue des champions, jouant son premier match face au KÍ Klaksvík. Il est titularisé, et son équipe s'impose par quatre buts à un,.

### En sélection
Nils Zätterström représente l'équipe de Suède des moins de 19 ans, jouant son premier match avec cette sélection le 15 novembre 2023 contre la Suisse. Il entre en jeu et son équipe est battue ce jour-là (2-1 score final).
En mars 2024, Zätterström est convoqué pour la première fois avec l'équipe de Suède espoirs par le sélectionneur Daniel Bäckström.
Nils Zätterström est convoqué pour la première fois avec l'équipe nationale de Suède en novembre 2024. Il honore sa première sélection avec cette sélection le 19 novembre 2024 face à l'Azerbaïdjan en entrant en jeu en fin de match à la place de Gabriel Gudmundsson. Son équipe s'impose par six buts à zéro ce jour-là,.